# Goodbye (김사랑의 노래)
<Goodbye>는 대한민국의 가수 김사랑의 첫 디지털 싱글이다.
김사랑은 2010년 6월에 열린 《타임 투 락 페스티벌》에서 이 곡을 처음 공개했고, 한 달후인 7월에 김사랑의 친형이 제작한 티저영상과 함께 디지털싱글로 발매되었다.
2014년에 발매된 네 번째 앨범 《HUMAN COMPLEX Part. 2》에는 앨범버전으로 수록되었다.

## 수록곡
1. Goodbye - 3:44
2. Goodbye (instrumental) - 3:44

## 기사 인용
1. ↑  “김사랑, 친형 직접 제작한 ‘굿바이’ 티저영상 공개”. 뉴스엔. 2010년 7월 20일. 이름 목록에서 |이름1=이(가) 있지만 |성1=이(가) 없음 (도움말)